# Glatz Ferenc
Glatz Ferenc (Csepel, 1941. április 2. –) Széchenyi-díjas magyar történész, egyetemi tanár, a Magyar Tudományos Akadémia rendes tagja, 1996 és 2002 között elnöke. Az újkori európai művelődéstörténet és a történeti segédtudományok neves tudósa. 1989 és 1990 között művelődési miniszter. 1990 és 1996 között, valamint 2002-től az MTA Történettudományi Intézet igazgatója.

## Életpályája
1959-ben érettségizett a Fáy András Gimnáziumban, majd felvették az Eötvös Loránd Tudományegyetem Bölcsészettudományi Karának történelem szakára, ahol 1964-ben szerzett középiskolai tanári diplomát. Ennek megszerzése után az MTA Történettudományi Intézetben kapott segédmunkatársi állást a Századok című szakfolyóirat szerkesztőségi titkáraként. 1968-ban az MTA Történettudományi Intézetének tudományos segédmunkatársa, egy évre rá tudományos munkatársa lett. 1975 és 1976 között csoportvezető, majd 1985-ig a histográfiai és módszertani osztály alapító vezetője volt. 1986-ban kinevezték az intézet tudományos igazgatóhelyettesévé. 1988-ban rövid ideig az intézet megbízott igazgatója volt, majd 1990-ben ismét az intézet igazgatója lett. 1994-ben kutatóprofesszori megbízást kapott. Igazgatói posztjáról 1996-ban távozott, amikor az MTA elnökévé választották. 2002-ben, elnöki mandátumának lejárta után, ismét átvette az igazgatói pozíciót.
Kutatóintézeti munkája mellett 1975-ben az Eötvös Loránd Tudományegyetem Bölcsészettudományi Karán histográfiát, művelődéstörténetet és újkori forrástant kezdett tanítani egyetemi docensi beosztásban, 1979-ben megalapította az újkori történeti muzeológia tanszéki csoportot, amelynek vezetője is lett. 1990-ben megkapta egyetemi tanári kinevezését.
1976-ban védte meg a történettudományok kandidátusi, 1989-ben akadémiai doktori értekezését. Az MTA Történettudományi Bizottságának lett tagja. 1993-ban a Magyar Tudományos Akadémia levelező, 2001-ben annak rendes tagjává választották. Közben 1993-ban a Filozófia és Történettudományi Osztály elnökhelyettese, 1994-ben elnöke lett, e tisztségéből fakadóan az MTA elnökségében is részt vett. 1996-ban az akadémia elnökévé választották, Kosáry Domokos utódjaként. 1999-ben megerősítették pozíciójában további három évre. 2001-ben az MTA Társadalomkutató Központ tudományos tanácsának elnöke. Akadémiai tisztségei mellett a Nemzetközi Histográfiai Bizottság főtitkára és az Integrációs Stratégiai Munkacsoport kisebbségi témacsoportjának vezetője volt. 1969-ben a Magyarország története című szakfolyóirat szerkesztőbizottsági titkára lett. 1973 és 1979 között a Történelmi Szemle szerkesztője, 1979-től a lap 2013-as megszűnéséig a História alapító szerkesztője. Emellett számos könyvsorozat szerkesztője.

### Közéleti pályafutása
1989. május–1990. május. A második Németh-kormány művelődési minisztere. Javaslatai, intézkedései: az orosz nyelv kötelező jellegének megszüntetése a köz- és felsőoktatásban; a cenzúra eltörlése; az egyház és állam új viszonyának kialakítása; új, a nyugat-európai elvek szerint szabályozó kutatási rendelet kidolgozása és bevezetése; az iskolaalapítás állami monopóliumának felszámolása, a magán és egyesületi iskolaalapítás engedélyezése; a közoktatásban az alternatív oktatási rendszerek és az állami rendszer összehangolása, finanszírozási és felügyeleti rendszerének kidolgozása; az ideológiai tárgyak oktatásának felszámolása; a pártoktatási intézmények átadása az állami és egyesületi fenntartású oktatási rendszernek; az idegen nyelv oktatási preferenciája a tanárképzésben; a kultúra általános (oktatás, film, könyvkiadás stb.) alternatív finanszírozási rendszerének kiépítése.
1989-1990 A Magyarország–NSZK Baráti Társaság elnöke.
1990–1991 A Nemzetek Közötti Baráti Társaságok Szövetségének elnöki posztját töltötte be.
1990–1998 A Teleki László Alapítvány Tudományos Tanácsának elnöke.
1990–2010 A Pro Renovanda Cultura Hungariae Alapítvány kuratóriumának alapító elnöke, az alapítványrendszer alapelveinek és szervezetének kialakítója. (Alapítók és a kuratórium tagjai kezdettől: Kosáry Domokos, Szentágothai János, Vásárhelyi Miklós, Csoóri Sándor, Konrád György, Király Tibor, Stark Antal, Honti Mária.)
1991–2004 A Bertelsmann Stiftung szervezésében működő, az európai integráció társadalmi-politikai feltételeit vizsgáló nemzetközi bizottság, majd az Európai Unió keleti kiterjesztését vizsgáló nemzetközi bizottság tagja; a humánpolitika, kisebbségpolitika, az európai történelem, kultúr- és tudománypolitika albizottságainak tagja, szakmai referense.
1996–2002 A Magyar Tudományos Akadémia elnöke két cikluson keresztül. Elnökként tudománypolitikai – ezen belül akadémiai – reformot kezdeményez. (E témában 1998-ban magyarul, 1999-ben németül jelenik meg a Tudománypolitika az ezredforduló Magyarországán című monográfiája.) Az általa megindított intézethálózati konszolidáció részkérdéseit előadásokban és publikált tanulmányokban dolgozza ki és terjeszti vitákra. 1996-ban javaslatára indul az MTA Nemzeti Stratégiai Kutatások Programja is. Kezdeményezésére a kormány, a tudomány társadalomban betöltött kiemelkedő szerepét elismerve, 55/1997. (IV.3.) sz. rendeletével november 3-át a Magyar Tudomány Napjává nyilvánítja. A tudomány napi rendezvény 1997 óta többhetes tudományos fesztivállá terebélyesedett. 1999-ben, a tudomány első világkonferenciáján – melyet az MTA szervezett Budapesten – a bevezető előadást tartja A tudomány a 21. században címmel, a természeti és kulturális diverzitásról, a tudomány hasznáról. 2001-ben tanulmányt ír a teológia akadémiai emancipálására; az egyházakkal történt megegyezés alapján egyházi tudósokat vesznek fel az MTA köztestületi tagjai közé.
2003–2004 A Magyar Nemzeti és Állami Intézmény- és Jelképrendszer szakértői bizottság alapító elnöke. (Tagjai akadémikusok, a kulturális élet kiemelkedő képviselői.) Az általa megfogalmazott program: az állami-nemzeti jelképek és emlékhelyek használatára vonatkozó szabályozás és gyakorlat szakmai felülvizsgálata. Javaslatok: a törvényhozó, végrehajtó és az államfői hatalom szétválasztásának megjelenítése az intézmények elhelyezésében; az állami kitüntetésrendszerek felülvizsgálata; az állami és nemzeti jelképek – zászló, címer stb. – felülvizsgálata; az állami és nemzeti ünnepek színtereinek újragondolása a többpárti és civil demokrácia szempontjából; a nemzeti és állami hagyományainkat megjelenítő épületegyüttesek – például a Parlament, a budai egykori királyi vár, a régi kormányzati negyed – rekonstrukciójának és újrahasznosításának terve. A bizottság javaslatára – a hatalmi ágak szétválasztásának megfelelően – a törvényhozás épületéből az egykori Sándor-palotába költözött a köztársasági elnöki hivatal, elkészül a királyi vár restaurációjának terve. (Glatz erre javaslatot még a millenniumi Szent Korona Bizottság tagjaként tett először.) A vár újjáépítésére kiküldött ad hoc bizottságot vezeti. Program: a volt hadügyminisztérium épületének rekonstrukciója, a volt pénzügyminisztérium Szentháromság téri palotájában létrehozni a „Magyarok Házá”-t. A program részeként kötetet szerkeszt Állami és nemzeti szimbólumok az Európai Unióban címmel. (Bp., Europa Institut Budapest, 2005., 327 old.)
2003-2010 A Kossuth- és Széchenyi-díj Bizottság tagja.
2004–2006 A Földhasználati és Vízgazdálkodási Stratégiai Nemzeti Bizottság alapító elnöke. (A bizottság tagjai között akadémikusok – Somlyódy László, Láng István, Kovács Ferenc, Várallyay György, Alföldi László, Ligetváry Ferenc –, illetve a kormányzat delegálta államtitkárok.) Feladatköre: a víz- és földgazdálkodás területein a szakmai háttérfelügyelet jelenlétének biztosítása és javaslattétel. Programok: a Tisza-szabályozás alapelveinek és szakmai programjának folyamatos felügyelete és ezekről jelentések készítése;(2004) az árvizek, belvizek elhárításának szakmai háttérkonzultációinak folyamatos biztosítása, a bizottságon belüli szakmai kooperáció folyamatos biztosítása. A bizottság elnökeként 2004-ben kezdeményezi a Homokhátság komplex területfejlesztési program kidolgozását. Tervtanulmányt készít egy átfogó, távlati és rövid távú vidékpolitikai akcióra (2005).
2005-ben neve felmerült a Magyar Szocialista Párt lehetséges köztársaságielnök-jelöltjeként.
2008. november–2010. december. Részt vesz az európai uniós előírások nyomán életre hívott Magyar Nemzeti Vidéki Hálózat munkájában, a hálózat elnökévé választják. Elnöksége alatt az MNVH országos vidékfejlesztési fórumokon és szakmai műhelykonferenciákon igyekszik bemutatni egy-egy a vidékfejlesztési szakembereket és mindenekelőtt a vidéken élő embereket érintő aktuális témát és javaslatokkal segíti a kormány munkáját. E kezdeményezés jegyében indul 2009 első hónapjaiban a „Párbeszéd a vidékért” könyvsorozat és folyóirat az ő szerkesztésében.
2008 végén részt vett az alternatív gazdasági program kidolgozására létrehozott Reformszövetség megszervezésében. 2009 márciusában, miután Gyurcsány Ferenc kormányfő bejelentette távozását, Glatzot a lehetséges utódok közt emlegették.
2011. január–2013. december. A történelmi megbékélést hirdető Magyar–Szerb Akadémiai Vegyes Bizottság Magyar Tagozatának elnöke. Történelmi megbékélés – de hogyan? címmel összefoglalja a Kárpát-medencei megbékélés-programokra vonatkozó alapelveit, áttekinti a II. világháború utáni európai megbékélésprogramokat és a Kárpát-medencei helyzetet. Jelenünket, jövőnket meghatározó történészi feladatként jelöli meg, hogy Európa 19–20. századi históriáját újragondolják, s a két világháborút lezáró sikertelen békék következményeit felszámolják. Az Európai Unió délkeleti kiterjesztési folyamatával párhuzamosan ezért indítja (2007-től) és következetesen képviseli a történeti megbékélés programját. 2013. június 25-én Belgrádban, a Szerbiai Nemzeti Könyvtárban rendezték a bizottság Archiválva 2020. augusztus 12-i dátummal a Wayback Machine-ben workshopját, melyen Áder János magyar és Tomislav Nikolić szerb köztársasági elnökök méltatták a bizottság addigi tudományos munkáját összegző, ekkor bemutatott magyar–angol kétnyelvű kötetet (Magyarok és szerbek. Együttélés, múltfeltárás, megbékélés 1918–2012 / Hungarians and Serbs. Coexistence, Revealing the Past, Reconciliation 1918-2012.)

## Munkássága
Fő kutatási területe az újkori európai művelődéstörténet, a tudománytörténet és a történettudomány módszertani kérdései.
Jelentős eredményei vannak az újkori tudomány- és kultúrpolitika kérdéskörében, ezen belül is elsősorban a 20. századi Európára. Jelentős folyóirat- és könyvsorozat-szerkesztői munkája is, nevéhez fűződik többek között a Történetírók Tára, a História (1979–2012), a História Könyvtár és a Magyarország az ezredfordulón című sorozatok kiadása és szerkesztése. Miniszterként megalapozta a magyar kultúr- és tudománypolitika felkészítését a rendszerváltásra.
Számos könyv és tudományos publikáció szerzője vagy társszerzője. Munkáit magyar, angol és német nyelven adja közre, köztük több külföldön jelent meg.

## Díjai, elismerései
- Österreichisches Ehrenkreuz für Wissenschaft und Kunst, I. fokozat (1990) – A magyarországi kulturális rendszerváltásban és a közép-kelet-európai népek együttműködéséért kifejtett munkásságáért
- Freedom kulturális-tudományos Nagydíj (USA, New York, 1994) – Zsidó és keresztény kultúra közös gyökereinek ápolásáért
- Széchenyi-díj (1995) – Különösen kiemelkedő, külföldön is ismert tudományos, oktató és ismeretterjesztő tevékenységéért, a közgondolkodás alakításában játszott szerepéért, a tudományszervezésben elért eredményeiért, a magyar tudományosság nemzetközi elismertetésében végzett munkájáért, tanár- és kutatógenerációk képzéséért és továbbképzéséért.
- Kisebbségekért díj (1996, Magyar Köztársaság Kormánya) – A határokon túli magyarság és a magyarországi nem magyar kisebbség kultúrájának ápolásáért, történeti bemutatásáért
- Jedlik Ányos-díj (1997)
- Herder-díj (1997, Bécsi Egyetem–Alfred Toepfer Stiftung, Hamburg) – A történettudományi módszertan terén elért nemzetközi eredményeiért és az európai kisebbségek történetének összehasonlító kutatásáért
- Interfaith Gold Medaillon (1998, London) – A különböző vallási felekezetek közötti jó kapcsolatok kialakításában szerzett érdemekért
- Bezerédj-díj (2001)
- Toleranciadíj (2002)
- Olasz Köztársaság Elnöke Ezüstérem (2003)
- Grosses Verdienstkreuz des Bundesrepublik Deutschland (2003) – Az európai népek közti egyetértés ápolásáért, a német kultúra európai helyének bemutatásáért
- A Magyar Köztársasági Érdemrend nagykeresztje (2004) – A magyar tudomány konszolidációjáéért és kutatói munkásságáért
- Prima Primissima díj (2007) – a magyar történettudományban végzett kutatói munkásságáért
- Budapest díszpolgára (2009)
- A XIII. kerület díszpolgára (2020)[1]
- a Kaposvári Egyetem és a Babeș–Bolyai Tudományegyetem díszdoktora

## Főbb publikációi
- Történetelméleti és módszertani szabályok (szerkesztő, 1977)
- Történetíró és politika. Szekfű, Steier, Thim és Miskolczy nemzetről és államról; Akadémiai, Bp., 1980
- Az 1944. év históriája (szerkesztő, szerző, 1985)
- Nemzeti kultúra – Kulturált nemzet 1867–1967 (1988)
- Magyarok a Kárpát-medencében (szerkesztő, szerző, 1988)
- Szent István kora (szerkesztő, szerző, 1988)
- Történetírás – korszakváltásban (1990)
- A kisebbségi kérdés Közép-Európában tegnap és ma (1992)
- A magyarok krónikája (összeállítás, szerkesztő, szerző, 1995)
- Hungarians and Their Neighbours in Modern Times 1867–1950 (társszerző, 1995)
- Tudománypolitika az ezredforduló Magyarországán (1998)
- Magyar tudománytár 1–6. köt. (főszerkesztő, 2002–2006)
- Tudománypolitikai reformról, Akadémiáról. Beszédek, cikkek, jegyzetek, 1996–1997; Pannonica, Bp., 2002
- Új szintézis felé. Beszédek, cikkek, jegyzetek, 1998–1999; Pannonica, Bp., 2002
- Helyünk Európában. Beszédek, cikkek, jegyzetek, 1999–2000; Pannonica, Bp., 2003
- Magyar millennium Európában. Beszédek, cikkek, jegyzetek, 2000–2002; Pannonica, Bp., 2004
- 1000 évről 100 percben. A magyar állam múltjáról, jövőjéről. [Tv-előadás, 2000. augusztus 20.] Szakály István filmje. DVD, 2005
- A Balkán és Magyarország. Váltás a külpolitikai gondolkodásban?; szerk. Glatz Ferenc; MTA TKK–Európa Intézet, Bp., 2007 (Magyarország az ezredfordulón I. Rendszerváltozás: piacgazdaság, társadalom, politika)
- Új vidékpolitika; MTA Társadalomkutató Központ, Bp., 2008 (Párbeszéd a vidékért)
- Az európai és a magyarországi agrárpolitika jövője; szerk. Glatz Ferenc; MTA Történettudományi Intézet–MTA Társadalomkutató Központ, Bp., 2010 (Párbeszéd a vidékért)
- A magyar tanyás vidékek; szerk. Glatz Ferenc, Csatári Bálint, T. Gémes Tünde; MTA Történettudományi Intézet–MTA Társadalomkutató Központ, Bp., 2010 (Párbeszéd a vidékért)
- Sikeres vidéki térségek; szerk. Glatz Ferenc; MTA Történettudományi Intézet–MTA Társadalomkutató Központ, Bp., 2010 (Párbeszéd a vidékért)
- Horst Haselsteiner emlékkönyve; szerk. Glatz Ferenc; Europa Institut Budapest, Bp., 2012
- Magyarok és szerbek. Együttélés, múltfeltárás, megbékélés 1918–2012 / Hungarians and Serbs. Coexistence, Revealing the Past, Reconciliation 1918–2012 (szerkesztő, szerző, 2013)
- Konzervatív reform. Klebelsberg, Domanovszky, Szekfű, Hóman, Hajnal; Kossuth, Bp., 2016